# Chun Wang
Chun Wang (chinois : 王春; pinyin : Wáng Chún), né à Tianjin, est un investisseur en cryptomonnaie et entrepreneur maltais d'origine chinoise. Il est citoyen maltais depuis 2023 et le premier Maltais à voyager dans l’espace.

## Biographie
Né à Tianjin, Wang développe dès 5 ans une passion pour les voyages grâce à une carte du monde rapportée par son grand-père. Il ne quitte sa région natale qu’à 18 ans pour l’université. En 2015, il s’installe en Thaïlande, puis en Corée du Sud, avant d’obtenir la citoyenneté maltaise en 2023 via le programme de visa doré, après une première visite en 2018,. Il détient également la citoyenneté de Saint-Christophe-et-Niévès. Grand voyageur, il a visité plus de 130 pays et effectué près de 1 000 vols avant Fram2.

### Minage de Bitcoin
Wang entre dans l’univers des cryptomonnaies dès 2011, achetant son premier Bitcoin à 8,70 $ et commençant à miner. En 2013, il cofonde F2Pool, le premier pool de minage (en) de Bitcoin en Chine, devenu l’un des plus grands mondialement,. En 2018, il lance Stake.Fish, un validateur pour blockchains à preuve d’enjeu.

### Mission spatiale privée
En août 2024, SpaceX annonce que Wang financera et commandera la mission Fram2 à bord du Crew Dragon *Resilience*, premier vol habité en orbite polaire rétrograde survolant les pôles terrestres,. Le décollage a lieu le 1er avril 2025 à 01:47 UTC (31 mars, 21:47 EDT) depuis le Centre spatial Kennedy,. Prévue pour 3 à 5 jours à 435 km d’altitude, la mission inclut 22 expériences, comme la première radiographie humaine en orbite et l’étude de Steve,. L’équipage comprend Jannicke Mikkelsen (commandante du vaisseau), Rabea Rogge (pilote), et Eric Philips (spécialiste), rencontrés à Svalbard. Wang porte un fragment du navire Fram originel.

## Impact et controverses
Wang est célébré comme le premier astronaute maltais, mais des critiques, notamment du journaliste maltais Mark Camilleri, questionnent ses liens avec la Russie et la Chine via ses activités crypto, ce qu’il réfute comme « infondé et diffamatoire ».